# Vlag van Olterterp

Vlag van Olterterp

De vlag van Olterterp is de dorpsvlag van het Nederlandse dorp Olterterp, in de Friese gemeente Opsterland. De vlag werd in 1995 geregistreerd. Het ontwerp van de vlag is van de hand van J.C. Terluin.

## Beschrijving
De beschrijving van de vlag is als volgt:
Linksschuin in drieën van rood, geel en blauw, waarvan de eerste deellijn loopt van de broekhoek tot 2/3 van de bovenzijde van de vlag, de tweede deellijn van 1/3 van de onderzijde tot de vluchttop. Op het rood een geel linksschuin geplaatst eikentakje, met aan weerskanten een blad en een rechtop geplaatste eikel, van 2/3 van de vlaghoogte.
De kleuren zijn afkomstig van het dorpswapen.

## Symboliek
- Eikentak: staat voor de bossen rond het dorp.[3]
- Gouden baan: duidt op de weg die het dorp doorkruist.[3]
- Rood veld: symbool voor de heidevelden.[3]
- Blauw veld: verwijzing naar het Ouddiep ten zuiden van het dorp.[3]

## Zie ook

Wapen van Olterterp